# Peter Hendrik Oldemans
Peter Hendrik Oldemans [van Uijthoven] (Papendrecht, 22 januari 1889 – Den Haag, 7 juli 1960) was een NSB-burgemeester. 
Hij werd geboren als zoon van Peter Hendrik Oldemans (1850-1934) en Wouterina Christoffelina van Uijthoven (*1854). Hij was koopman en nam rond 1943 deel aan een spoedcursus voor NSB'ers om in enkele maanden opgeleid te worden tot burgemeester. Midden 1943 volgde zijn benoeming tot burgemeester van Alblasserdam en vanaf maart 1945 was hij tevens de burgemeester van Oud-Alblas. 
Na de bevrijding werd hij geschorst, later ontslagen maar ook geïnterneerd in kampen in Alblasserdam, Gorinchem en Sliedrecht. Bij het Haagse Bijzondere Gerechtshof werd in 1948 tegen hem de doodstraf geëist. Hem werd verweten dat hij een ouderling die voedsel probeerde te verkrijgen voor Rotterdamse hongerige kinderen gestompt en geslagen had en daarna had overgedragen aan de SD. Ook had hij een leider van het distributiekantoor die illegaal bezig was gearresteerd en overgeleverd aan de Duitsers waarna deze omkwam in een concentratiekamp. Verder zou hij onder andere voedsel van mensen hebben afgenomen. Meerdere getuigen à décharge gaven aan dat Oldemans tijdens zijn detentie zwaar mishandeld was. Zo zou hij bijvoorbeeld in een telefooncel aan zijn handen opgehangen zijn en toen met een puntige stok in zijn lies zijn geprikt. Vanwege die mishandelingen waren er kamervragen en werden twaalf BS'ers krijgstuchtelijk gestraft. In plaats van de doodstraf werd Oldemans veroordeeld tot twaalf jaar celstraf. In hoger beroep kreeg hij in 1949 dertien jaar (met aftrek van voorarrest) celstraf opgelegd. Oldemans overleed in 1960 op 71-jarige leeftijd. 